# 살구색

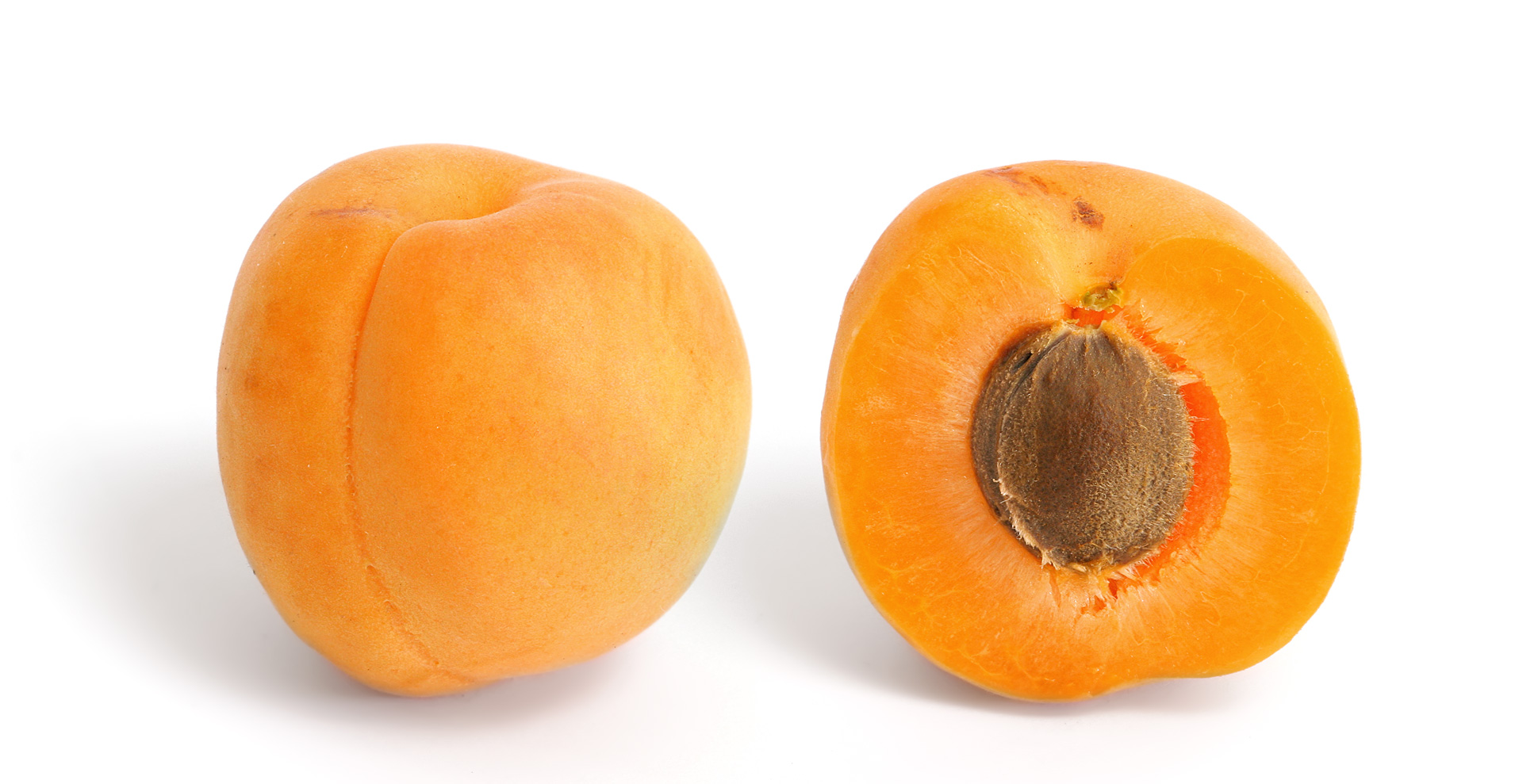

살구색(영어: Apricot)은 색 중 하나이다. 연한 노랑과 주황이 혼합된 색이며, 살구의 색깔과 비슷하다.

## 살구색의 변화
대한민국에서는 사람의 피부색을 뜻하는 ‘살색’으로 통용되었다. 그러나 인권 침해 논란으로 인해 ‘연주황’으로 불렸다가 지나치게 어려운 한자어라는 문제가 있어 ‘살구색’으로 변경하여 사용하고 있다. 다만, 많은 크레파스, 색연필, 물감 등 학습용 그림 도구에서는 살구의 색깔이 실제 사람의 피부의 색깔과 다르다는 이유로 ‘연주황’이라는 표현을 사용하고 있다.

## 문화
- 스타킹에서는 살구색을 검정, 커피색, 회색, 흰색과 함께 많이 사용하고 있으며 대부분의 여성들이 많이 착용하고 있다.
- 크레파스, 색연필, 물감 등 학습용 그림 도구에서도 간혹 사용된다.